# Windows XP Édition Tablet PC
 (septembre 2020).
Si vous disposez d'ouvrages ou d'articles de référence ou si vous connaissez des sites web de qualité traitant du thème abordé ici, merci de compléter l'article en donnant les références utiles à sa vérifiabilité et en les liant à la section « Notes et références ».
Windows XP Édition Tablet PC est une version du système d'exploitation Windows XP destinée aux ordinateurs portables de la catégorie des Tablet PC. Elle se distingue notamment par la gestion des écrans tactiles et la reconnaissance de l'écriture manuscrite. Elle ne peut pas être achetée séparément de l'ordinateur.

## Versions
Il existe deux versions de Windows XP Édition Tablet PC :
1. Windows XP Édition Tablet PC (version originale)
2. Windows XP Édition Tablet PC 2005 (mise à jour incluse dans le Service Pack 2)

Microsoft n'a pas édité de version spéciale de ce système à l'occasion de la sortie de Windows Vista, mais les fonctions seront intégrées dans les éditions Familiale, Premium, Professionnelle et Intégrale.